# Gilly-sur-Isère
Gilly-sur-Isère is een gemeente in het Franse departement Savoie (regio Auvergne-Rhône-Alpes). De plaats maakt deel uit van het arrondissement Albertville. Gilly-sur-Isère telde op 1 januari 2022 3.109 inwoners.

## Geografie
De oppervlakte van Gilly-sur-Isère bedroeg op 1 januari 2022 7,03 vierkante kilometer; de bevolkingsdichtheid was toen 442,2 inwoners per km².

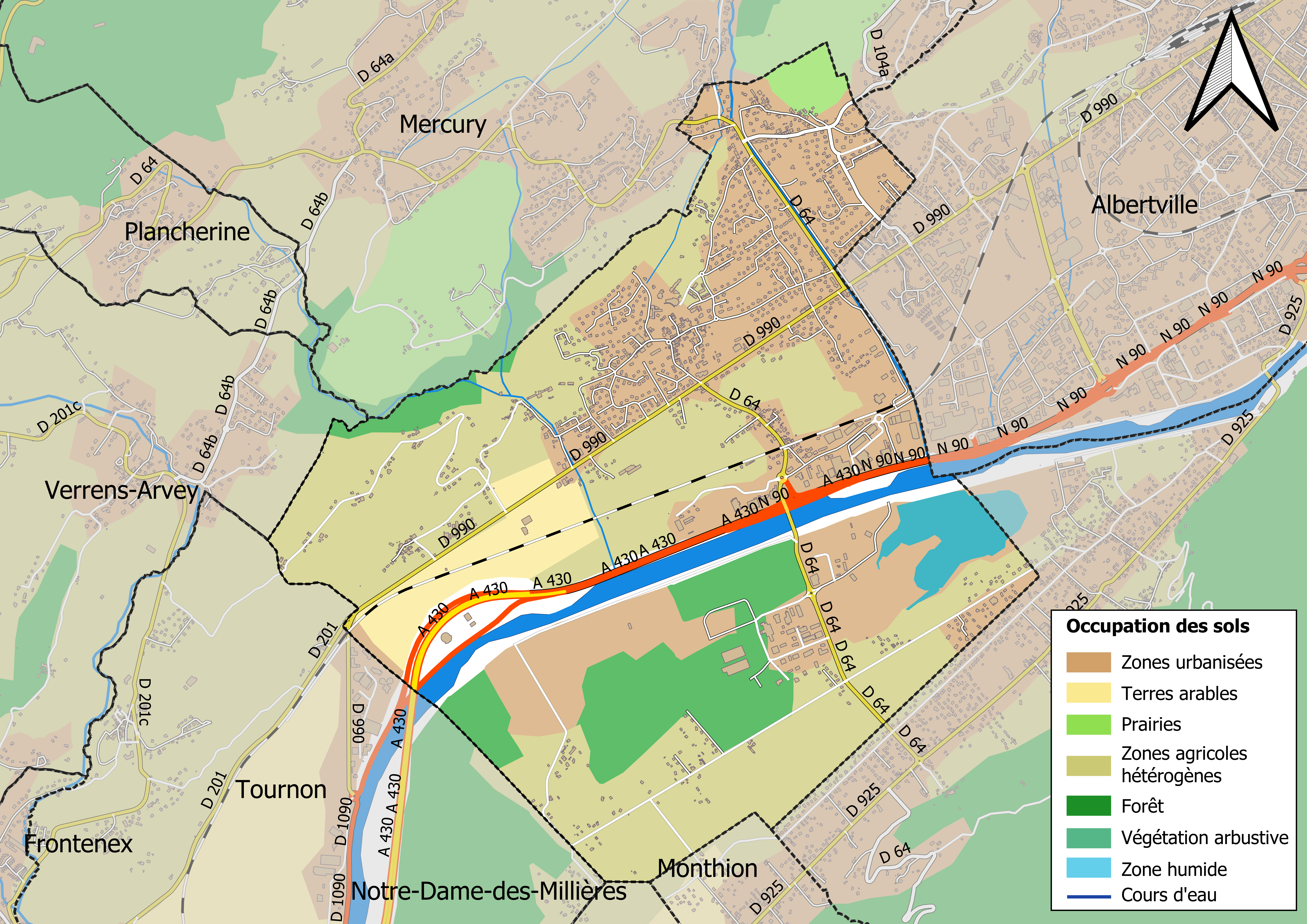
Kaart van de gemeente met de belangrijkste infrastructuur, bodemgebruik en omliggende gemeenten

## Demografie
Onderstaande figuur toont het verloop van het inwonertal (bron: INSEE-tellingen).